# Kannankurichi
Kannankurichi là một thị xã panchayat của quận Salem thuộc bang Tamil Nadu, Ấn Độ.

## Nhân khẩu
Theo điều tra dân số năm 2001 của Ấn Độ, Kannankurichi có dân số 16.026 người. Phái nam chiếm 51% tổng số dân và phái nữ chiếm 49%. Kannankurichi có tỷ lệ 62% biết đọc biết viết, cao hơn tỷ lệ trung bình toàn quốc là 59,5%: tỷ lệ cho phái nam là 70%, và tỷ lệ cho phái nữ là 54%. Tại Kannankurichi, 11% dân số nhỏ hơn 6 tuổi.